# Megalofrea bioculata
Megalofrea bioculata är en skalbaggsart som först beskrevs av Leon Fairmaire 1889.  Megalofrea bioculata ingår i släktet Megalofrea och familjen långhorningar.
Artens utbredningsområde är Madagaskar. Inga underarter finns listade i Catalogue of Life.